# Ludivina García
Ludivina García Arias (Morelia, México, 13 de diciembre de 1945) es una historiadora y política socialista hispanomexicana, diputada en el Congreso de España y en el Parlamento Europeo. Hija de exiliados en México, durante doce años ha sido presidenta de la Asociación de Descendientes del Exilio español.

## Biografía
Hija de exiliados españoles en México víctimas de la represión franquista. Sus padres fueron maestros muy comprometidos con la implantación de los valores educativos de la II República. Tras el golpe de Estado del 36 su abuelo desapareció y uno de sus tíos, también maestro, fue fusilado. En el exilio, Ludivina García Arias se crio en un ambiente esforzado por no perder la identidad española.
Allí se formó en el Instituto Luis Vives de Ciudad de México. Después se licenció en Filosofía y Letras, especializada en Historia universal, en la Universidad Nacional Autónoma de México (UNAM).
Regresó a la tierra de origen de sus padres en España, Asturias, al final de la dictadura. Trabajó como profesora de enseñanza secundaria en Oviedo y allí se incorporó como militante del Partido Socialista Obrero Español (PSOE) aún en la clandestinidad, en 1972. Durante la Transición democrática participó activamente en la reorganización de la Federación Socialista Asturiana (FSA-PSOE), Agrupación Socialista de Oviedo (AMSO) y de la Unión General de Trabajadores de España (UGT), varias veces desmanteladas durante la dictadura. En 1976 fue elegida secretaria de Emigración de la dirección confederal de UGT (1976).
En la I Legislatura (1979-1982), fue elegida diputada al Congreso por la circunscripción de Asturias; en la siguiente convocatoria de 1982 renovó el escaño. Durante estos primeros siete años en la cámara baja, fue vocal de la Comisión de Asuntos Exteriores y del Defensor del Pueblo (1979-1982), secretaria de la Comisión de Exteriores (1982-1986), formó parte de la Asamblea de Parlamentarios encargada de redactar el Estatuto de Autonomía del Principado de Asturias (1983) y fue miembro de la Comisión de Control sobre Radiotelevisión Española (1984-1986). Fue de nuevo elegida diputada en la VII Legislatura (2000-2004), última de la presidencia del ejecutivo de José María Aznar, durante la cual ocupó la vicepresidencia primera de la Comisión de Exteriores, fue vocal de la de Infraestructuras y miembro de la Asamblea de la Unión Interparlamentaria.
Entre el final de la II Legislatura (1986) y las elecciones generales de 2000, fue diputada del Parlamento Europeo elegida en tres convocatorias consecutivas (elecciones de 1987, 1989 y 1994), al tiempo que fue miembro de la dirección federal del PSOE (1995) y de su Comité Federal (1998-2000). Durante los tres mandatos en el Parlamento Europeo fue vicepresidenta de la Delegación para las relaciones con las Naciones Unidas (1988-1989), presidenta de la Delegación para las relaciones con la República Checa y Eslovaquia (1990-1995) y miembro de la delegación para las relaciones con los países del sudeste asiático (Asociación de Naciones del Sudeste Asiático (ASEAN) y de la Asamblea Paritaria del Convenio concertado entre los Estados de África, del Caribe y del Pacífico (ACP) y la Unión Europea (1995-1999). Entre 1987 y 2000 fue presidenta de la Asociación Europea de Municipios Mineros (EURACOM) y entre los años 2000 y 2012 fue presidenta de la Asociación de Descendientes del Exilio Español.

## Reconocimientos.
- Manzana de Oro del Centro Asturiano de Madrid (enero, 2004).[8]
- Premio de la Fundación Emilio Barbón en tanto que Presidenta de la Asociación de descendientes del Exilio español por la labor de dignificación de la Memoria del Exilio español (septiembre de 2009).[9]
- Premio «Purificación Tomás», de la Agrupación Municipal Socialista de Oviedo. Por una trayectoria vital dedicada «a la defensa de valores democráticos y a la lucha por la igualdad real» de las mujeres y su trabajo «por los valores del socialismo, y su intensa labor asociativa» (23 de junio de 2012).[10]